# Screen reader
Uno screen reader (lett. "lettore dello schermo") è una forma di tecnologia assistiva che identifica ed interpreta il testo mostrato sullo schermo di un computer, presentandolo come output in sintesi vocale o tramite uno schermo braille. Gli screen reader sono essenziali per le persone non vedenti, e sono utili per le persone ipovedenti, analfabete o con difficoltà di apprendimento. Gli screen reader sono applicazioni software che cercano di trasmettere ai propri utenti ciò che le persone con una vista normale vedono su un display attraverso mezzi non visivi, come la sintesi vocale  o un dispositivo braille. Ciò avviene applicando un'ampia varietà di tecniche che comprendono, ad esempio, l'interazione con API dedicate all'accessibilità, l'utilizzo di varie funzionalità del sistema operativo (come la comunicazione tra processi e l'interrogazione delle proprietà dell'interfaccia utente) e l'impiego di tecniche di aggancio (hooking in inglese).
I sistemi operativi Microsoft Windows includono lo screen reader Microsoft Narrator fin da Windows 2000, anche se prodotti esterni come lo scereen reader JAWS e l'ingranditore di schermo ZoomText di Freedom Scientific, disponibili in commercio, e lo screen reader gratuito e open source NVDA di NV Access sono più diffusi per questo sistema operativo. I sistemi operativi macOS, iOS e tvOS di Apple Inc. includono VoiceOver come screen reader integrato, mentre Android di Google fornisce lo screen reader Talkback e Chrome OS può utilizzare ChromeVox. Analogamente, i dispositivi basati su Android di Amazon forniscono il lettore di schermo VoiceView. Esistono anche screen reader gratuiti e open source per Linux e sistemi Unix-like, come Speakup e Orca.
Di seguito viene riportato un confronto tra alcuni screen reader:
| Screen reader                                                         | Sviluppatore                     | Piattaforme supportate                  | Licenza                                      |
| --------------------------------------------------------------------- | -------------------------------- | --------------------------------------- | -------------------------------------------- |
| ChromeVox                                                             | Google                           | ChromeOS, browser Chrome                | gratuito                                     |
| JAWS (Job Access With Speech)                                         | Freedom Scientific               | Windows                                 | Commerciale                                  |
| NonVisual Desktop Access (NVDA)                                       | NonVisual Desktop Access project | Windows                                 | Open source (GPL2)                           |
| Orca                                                                  | GNOME                            | Linux                                   | Open source                                  |
| TalkBack                                                              | Google                           | Android                                 | Open source                                  |
| Talks                                                                 | Nuance Communications            | Symbian OS                              | Commerciale                                  |
| Thunder ScreenReader Archiviato il 5 maggio 2020 in Internet Archive. | Sensory Software                 | Windows                                 | Commerciale, gratuito per utilizzo personale |
| Utility VoiceOver                                                     | Apple Inc.                       | Mac OS X, iPhone, iPad, iPods, Apple TV | Commerciale                                  |